# Friggesund
Friggesund è un'area urbana della Svezia situata nel comune di Hudiksvall, contea di Gävleborg.
La popolazione rilevata nel censimento 2010 era di 522 abitanti .
La cittadina è situata sulle rive del più settentrionale dei laghi Dellen.